# Aff un zo
Aff un zo (Kölsch für „Ab und zu“) ist das 13. Studioalbum der Kölner Rockband BAP. Es erschien 2001 bei EMI Electrola und erreichte vom 22. bis 28. Juni und vom 6. bis 12. Juli 2001 Platz 1 der deutschen Albumcharts.

## Songs und Albumcover
Im Song Wat 'e Johr! beschreibt Wolfgang Niedecken die Ereignisse, die sich im Jahr vor Veröffentlichung des Albums ereignet haben. Speziell die Umbesetzung der Band und die daraus entstehende neue Einheit. Wolfgang Niedecken sagt in einem Interview beim WDR2-Unplugged-Konzert am 10. Juni 2001 zu diesem Song: „Es fängt an damit, dass wir in der Eifel proben für das „Tonfilm“-Album in einer verschneiten Umgebung und die ersten Schlagzeilen kommen von der Boulevard-Presse „Aus für BAP!!“ mitten in unseren Probering. Oh, Scheiße, jetzt musste die ganze Zeit nur erzählen, dass es doch weitergeht. Und das Stück endet dann halt da wo wir mit Wim Wenders angefangen haben in Essen in der „Lichtburg“ an dem Film zu arbeiten. Das ist halt der Prolog dieses Albums...“.
Aff un zo war die Vorab-Single zum Album und steht in der Tradition mit anderen Reggae-Titeln von BAP wie Müsli Män von Album Für usszeschnigge! (1981), Stell dir vüür von Livealbum Bess demnähx (1983), Time is cash, time is money vom Album Ahl Männer, aalglatt (1984) oder Ahnunfürsich von Album Comics & Pin-Ups (1999).
Eddie's Radio Show ist eine Hommage an die Herren und Damen, die in den sechziger oder siebziger Jahren am Radio so viele Informationen gebracht haben über neue Musik, aus einer Zeit, in der noch nicht dieser Zwang herrschte „mindestens nach anderthalb Minuten muss irgendwie der nächste Chart-Hit kommen“.
Shoeshine (engl. für Schuhe putzen) entstand zum Jahreswechsel 1999/2000 während eines Urlaubs in Costa Rica. Es handelt von einer Reihe skurriler Menschen im Grand Hotel in San Jose. Wolfgang Niedecken sagt in einem Interview beim WDR2-Unplugged-Konzert am 10. Juni 2001 zu diesem Song: „Die eine Hälfte des Foyers ist ein klassisches, altes Foyer, so wie man sich das in einem alten Kasten vorstellt. Die andere Hälfte ist ein Spielcasino und es lungern die unglaublichsten Typen da 'rum, und ich bin da eigentlich ziemlich gejetlagt angekommen, aber es hat alles funktioniert, weil ich genau in dem Rhythmus war, in dem man auf Tour ist, weil vor drei Uhr geht man auf Tour nicht in's Bett und umgerechnet war das genau die Zeit, wo man da dann normalerweise schlafen ging und morgens da gesessen auf der Terrasse des Hotels und die Schuhputzer vor allen Dingen gesehen, die Bettler und die Leute, die aus dem Casino herauskamen. Ich habe das mal alles aufgeschrieben und in Reimform gebracht und entstanden ist ein Stück mit einem kölsch-englischen Refrain, der da heißt: Shoeshine, how about Shoenine? Wie wöhr et mit jet Shoeshine...“
Die Moritat vun Jan un Griet besingt die in Köln sehr beliebte Sage von Jan und Griet. Wolfgang Niedecken beim Konzert in Bern am 7. Juni 2001:
„Meine persönliche Lieblingsgeschichte aus dem kölschen Fundus ist die von einem Pärchen, das nicht zueinander finden sollte zur Zeit des dreißigjährigen Krieges. Diese Geschichte wird jedes Jahr am Severinstor aufgeführt und zwar an Weiberfastnacht. Ich habe mir das Ding tausendmal angeguckt und ich fand es immer wieder klasse. Kurz danach muss ich immer wieder machen, dass ich aus Köln wieder rauskomme, aber die Geschichte muss ich immer noch haben. Um es kurz zu machen: Der Jan war Knecht auf einem Bauernhof innerhalb der Kölner Stadtmauern - da war damals noch Platz - und die Griet war Magd auf diesem Bauernhof, und er war „tierisch verschossen“ in die Griet, aber sie war zu „höherem geboren“ – dachte sie. ... Jedenfalls, sie hat ihn auflaufen lassen und er ist dann ganz verzweifelt und traurig in den Krieg gezogen, in den dreißigjährigen. Als er dann wieder nach Köln zurückkam, hatte er auch Karriere gemacht ... – er war der Reitergeneral Jan von Werth. Er kam zurück und auf einer Art Triumphzug ritt er genau durch besagtes Severinstor und auf der linken Seite, wenn man reinkommt, saß dann Griet mit einem Apfelkorb als Marktfrau, erkannte ihn wieder und natürlich hat sie es bereut: „Jan, wer hätt et jewoss!?“ ... „Tja, wer hätt et jedonn!?“ – das heißt soviel wie „Dumm gelaufen!“ oder so ähnlich. Und wir sind froh endlich mal ein Stück zu haben, wo eine richtige Moral am Schluss ist. Also, Mädels, zuhören...“
Chippendale Desch ist sozusagen das Gegenstück zu Verdamp lang her, das von der Beziehung Wolfgang Niedecken zu seinem Vater handelt. In Chippendale Desch beschreibt Wolfgang Niedecken die Lebensgeschichte seiner Mutter. Im Buch Song By Song sagt Wolfgang Niedecken zu dem Stück: „Erstaunlich beliebt beim Publikum, obwohl dieser Song über acht Minuten lang ist und man sehr aufmerksam zuhören muss. Bei einer Umfrage zum Ende der Aff-un-zo-Tournee landete Chippendale Desch in der Gunst des Publikums weit oben. Der Song ist quasi die Biographie meiner Mutter, die kurz vorher gestorben war, erzählt anhand verschiedener Erbstücke, denen man bei einer Wohnungsauflösung begegnet, vom ereignisreichen Leben dieser wirklich starken Frau. Den Tisch hatte ich mir schon 1984 als Covermotiv für Zwesche Salzjebäck un Bier ausgeborgt. Das war der Tisch, an dem ich gelitten habe, den ich auch ungeheuer spießig fand, aber an dem alles Wichtige passiert ist. Meine Mutter hat mir damals gesagt: Irgendwann willst du den haben. Tatsächlich steht er heute bei mir.“

## Aff un zo Tour 2001/2002
Im Sommer 2001 gab BAP vor der eigentlichen Aff un zo-Tour ab Herbst 2001 zwei Vorabkonzerte, darunter das „Konzert an der toten Brücke“ (einer Soda-Brücke) in Euskirchen, das auch vom WDR aufgezeichnet und wenige Tage später in der Sendung Rockpalast gesendet wurde. Das komplette Konzert erschien 2009 auf DVD.

## Titelliste
1. Wat 'e Johr! – (H. Krumminga, W. Niedecken) – 5:04
2. Aff un zo – (H. Krumminga, W. Niedecken) – 5:19
3. Eddie's Radio Show – (H. Krumminga, W. Niedecken) – 3:53
4. Shoeshine – (W. Niedecken) – 6:03
5. Mau Mau – (H. Krumminga, W. Niedecken) – 6:17
6. Die Moritat vun Jan un Griet – (J. Streifling, W. Niedecken) – 3:41
7. Kilometerweit entfernt – (H. Krumminga, W. Niedecken) – 5:19
8. Souvenirs – (J. Streifling, W. Niedecken) – 4:52
9. Istanbul – (W. Niedecken, M. Nass) – 6:28
10. Chippendale Desch – (H. Krumminga, W. Niedecken) – 8:00
11. Noh Zahle mohle – (J. Streifling, W. Niedecken) – 3:58
12. Suwiesu – (H. Krumminga, W. Niedecken) – 3:51
13. Irjenden Rock'n'Roll-Band – (H. Krumminga, W. Niedecken) – 5:06
14. Dir allein – (H. Krumminga, W. Niedecken) – 7:19
15. Wat schriev mer en su enem Fall? – (L. Cohen; Deutscher Spezialtext: W. Niedecken) – 5:40
16. Wenn se laach – (J. Streifling, W. Niedecken) – 4:08

Wat schriev mer en su enem Fall? und Wenn se laach sind nur auf dem Vinyldoppelalbum enthalten.

## Neuveröffentlichung 2007
Das Album erschien am 23. März 2007 erneut bei EMI als „Digital Remastered CD“ mit einer zweiten CD, die folgendes Bonusmaterial enthielt:
1. Triptychon (Aff un zo Sessions, Mallorca) –
2. Wenn se laach (Aff un zo Sessions, Mallorca) – (J. Streifling, W. Niedecken)
3. Schluss, aus, okay (Aff un zo Sessions, Mallorca) –
4. Wat schriev mer en su enem Fall? (Aff un zo Sessions, Mallorca) – (L. Cohen; Deutscher Spezialtext: W. Niedecken)
5. Mer stonn op Berlin (von der CD „Heimatklänge“ feat. Effjot Krüger, 2002) –
6. Müngersdorfer Stadion (von der CD „Heimatklänge“ feat. Effjot Krüger, 2002) –
7. FC, jeff Jas (Die 3. Version) – (A. Büchel, J. Streifling, W. Kopal, W. Niedecken)
8. Shoeshine (WDR Soundfiles, 10. Juni 2001) – (W. Niedecken)
9. Souvenirs (WDR Soundfiles, 10. Juni 2001) – (J. Streifling, W. Niedecken)
10. Istanbul (WDR Soundfiles, 10. Juni 2001) – (W. Niedecken, M. Nass)
11. Suwiesu (Stuttgart, 7. März 2004) – (H. Krumminga, W. Niedecken)
12. Dir allein (Live, Kaiserslautern, 2006, mit Anne De Wolff) – (H. Krumminga, W. Niedecken)

## Single-Auskopplungen
- 21. Mai 2001 – Aff un zo (Radio Mix) / Aff un zo (Single-Edit) / Irjenden Rock'n'Roll Band
- 24. September 2001 – Shoeshine (Radio Mix) / Shoeshine (Album Version) / Wenn se laach / Wat schriev mer en su enem Fall? / Aff un zo (Video)

Es wurde eine weitere Single vorbereitet, jedoch nicht veröffentlicht:
- Kilometerweit entfernt (Radio Mix) / Kilometerweit entfernt (Album Version) / Eddie's Radio Show